# Zbigniew Paczkowski
Zbigniew Władysław Paczkowski (ur. 7 września 1933 w Służewie) – polski polityk, poseł na Sejm PRL IX kadencji.

## Życiorys
W 1955 podjął pracę w PKP-Lokomotywowni pozaklasowej Łuków, gdzie był m.in. tokarzem precyzyjnym-brygadzistą działu mechanicznego. W 1964 wstąpił do Polskiej Zjednoczonej Partii Robotniczej. Zasiadał w jej Komitecie Wojewódzkim w Siedlcach oraz w egzekutywie Komitetu Miejskiego w Łukowie. Był radnym Miejskiej Rady Narodowej, a także działaczem Patriotycznego Ruchu Odrodzenia Narodowego i związków zawodowych. W latach 1985–1989 pełnił mandat posła na Sejm PRL IX kadencji w okręgu Siedlce z ramienia PZPR, zasiadając w Komisji Transportu, Żeglugi i Łączności.
Odznaczony Medalem 40-lecia Polski Ludowej.